# Solgletsjer
De Solgletsjer is een gletsjer in de gemeente Sermersooq in het oosten van Groenland. Het is een van de gletsjers op de noordoostkust van het Geikieplateau die uitkomen op Kangertittivaq (Scoresby Sund). Richting het zuidoosten ligt de Vestre Borggletsjer en richting het westen ligt de Bredegletsjer.
De Solgletsjer heeft een lengte van meer dan twaalf kilometer.